# Владимир Шаталов
Владимир Александрович Шаталов е бивш съветски космонавт, генерал-лейтенант от авиацията, два пъти Герой на Съветския съюз. Един от кратерите на обратната страна на Луната носи неговото име.

## Биография
Роден е на 8 декември 1927 в гр. Петропавловск, Акмолинска губерния. През 1949 г. завършва Качинското военновъздушно училище, а през 1956 г. Военновъздушната академия „Ю. Гагарин“.
От 1963 г. е член на отряда на съветските космонавти.

## Полети в космоса
Осъществява три полета в космоса:
- Командир на Союз 4 (14-17 януари 1969 г.). Накратко полетът протича така: излита сам, скачване в космоса със Союз 5. От Союз 5 излизат в открития космос Евгений Хрунов и Алексей Елисеев и се прехвърлят при Шаталов и се приземяват заедно с него. Това е първото скачване на два пилотирани обекта в космоса. Продължителността на полета е 2 денонощия 23 часа и 20 минути.
- Командир на Союз 8 (13-19 октомври 1969 г.). Бординженер е Алексей Елисеев. Това е групов полет заедно със Союз 6 и Союз 7. Предвиденото скачване със Союз 7 се отменя, заради проблем в системите за сближаване и скачване. Продължителността на полета е 4 денонощия 22 часа и 50 минути.
- Командир на Союз 10 (23 – 25 април 1971 г.). В екипажът са още бординженера Алексей Елисеев и космонавтът-изследовател Николай Рукавишников. В космоса се скачват с орбиталната станция „Салют-1“, но космонавтите не успяват да влязат в станцията поради проблем със скачващия механизъм. Продължителността на полета е 1 денонощие 23 часа и 45 минути.

Общата продължителност на престоя в космоса на В. Шаталов е 9 денонощия 21 часа и 55 минути.
В. Шаталов, заедно с А. Елисеев са първите съветски космонавти извършили три космически полета.
От 1971 до 1987 г. той е командир в космонавтския тренировъчен център, а от 1991 става и директор на центъра.
Носител е на много съветски, руски и чужди (включително и български) ордени и медали, сред които два пъти „Герой на Съветския съюз“, три ордена „Ленин“ и др.